# Raelene Boyle
Raelene Boyle (Coburg, 24 giugno 1951) è un'ex velocista australiana.

## Biografia
Raelene è nata il 24 giugno 1951 da Gilbert e Irene Boyle, a Coburg, un sobborgo di Melbourne. Ha frequentato la Coburg High School a Melbourne.

### Carriera sportiva
Dopo i Campionati australiani nel 1968, Raelene è stata selezionata dalla nazionale per rappresentare l'Australia alle Olimpiadi del 1968 a Città del Messico. A 17 anni partecipa alle Olimpiadi, vincendo la medaglia d'argento nei 200 metri.
Nel 1970 ha partecipato ai Giochi del Commonwealth a Edimburgo, ottenendo 3 medaglie d'oro (nei 100 metri, nei 200 metri e nella staffetta 4×100 metri).
Alle Olimpiadi del 1972 a Monaco di Baviera, Raelene conquista altre due medaglie d'argento.
Ai Giochi del Commonwealth a Christchurch ha fatto il bis, vincendo tutte e tre le gare in cui si era affermata 4 anni prima.
Alle Olimpiadi del 1976 a Montréal viene squalificata per falsa partenza nei 200 metri. Con una moviola della partenza si è verificato che non era affatto così.
Ai Giochi del Commonwealth nel 1978 vince una medaglia d'argento nei 100 metri, ma nelle altre gare si è dovuta ritirare a causa di un infortunio.
Dopo essere stata selezionata per le Olimpiadi del 1980 a Mosca, si ritira dalla squadra. La sua ultima competizione importante è stata ai Giochi del Commonwealth nel 1982 a Brisbane, dove vince un oro e un argento.
Attualmente vive in Queensland. Malata al di cancro al seno, è stata costretta a vendere la medaglia d'argento delle Olimpiadi del 1972.

## Palmarès

### Giochi olimpici
Città del Messico 1968 
- 4º sui 100 metri
- Medaglia d'argento sui 200 metri
- 5º nella staffetta 4×100 metri

 Monaco di Baviera 1972 
- Medaglia d'argento sui 100 metri
- Medaglia d'argento sui 200 metri
- 6º nella staffetta 4×100 metri
- 6º nella staffetta 4×400 metri

 Montreal 1976 
- 4º sui 100 metri
- squalificata sui 200 metri
- 5º nella staffetta 4×100 metri

 Giochi del Commonwealth 
 Edimburgo 1970 
- Medaglia d'oro sui 100 metri
- Medaglia d'oro sui 200 metri
- Medaglia d'oro nella staffetta 4×100 metri

= Christchurch 1974 =
- Medaglia d'oro sui 100 metri
- Medaglia d'oro sui 200 metri
- Medaglia d'oro nella staffetta 4×100 metri

 Edmonton 1978 
- Medaglia d'argento sui 100 metri

 Brisbane 1982 
- Medaglia d'oro nella staffetta 4×100 metri
- Medaglia d'argento nella staffetta 4×100 metri

## Personali
| Specialità | Tempo | Competizione | Luogo                      | Data       |
| 100m       | 11,20 | Olimpiadi    | Città del Messico, Messico | 15/10/1968 |
| 200 m      | 22,74 | Olimpiadi    | Città del Messico, Messico | 18/10/1968 |